# Michael Gregoritsch
Michael Gregoritsch, né le 18 avril 1994 à Graz, est un footballeur international autrichien qui joue au poste d'attaquant au SC Fribourg.

## Biographie

### Débuts en Autriche
Gregoritsch commence à jouer au football à l'âge de six ans avec les jeunes du Grazer AK. Il passe par les différents groupes d'âge et est souvent le meilleur buteur de son équipe de jeunes. Il marque 17 buts en 15 matchs en 2005-2006 et 36 buts en 22 matchs de championnat au cours de la saison 2006-2007.
En juin 2008, il rejoint son père Werner Gregoritsch à Kapfenberg, où il est entraîneur depuis 2006. Au cours de la saison 2007-2008, il marque 26 buts en 23 et améliore encore ses talents de buteur en 2008-2009, lorsqu'il  marque 31 buts en 18 matches avec les jeunes du KSV Superfund. L'un de ses plus grands succès dans le football junior est le titre de champion de Styrie U-15 en 2008, alors qu'il est l'un des six joueurs de Kapfenberg dans la sélection. Dans cette saison, il devient meilleur buteur. Gregoritsch marque un triplé lors de la victoire 7-0 sur la sélection tyrolienne, qui remporte le titre de champion d'Autriche.
Gregoritsch fait ses débuts en championnat national le 22 août 2009, lorsqu'il entre au troisième tour du championnat avec un match à l'extérieur 1-1 contre le SV Anger à la 73e minute à la place de son coéquipier Markus Panzer. Il retourne ensuite dans l'équipe junior du club, et à partir du douzième tour de la saison, il est utilisé de plus en plus dans l'équipe nationale du championnat. Gregoritsch marque ses deux premiers buts en Styrie le 18 avril 2010 lors d'une victoire 4-0 à domicile contre l'UFC Fehring. Pour la première fois lors de la dernière manche de la saison 2008-2009, il est sur le banc de l'équipe professionnelle contre SK Rapid Wien .
Le 14 avril 2010, il fait ses débuts en première division nationale lorsqu'il entre en jeu contre le FK Austria Vienne à la 80e minute à la place de Michael Tieber. Après seulement un ballon touché, il marque le but du  1-0 pour son équipe. Cela fait de lui le plus jeune joueur à marquer un but dans cette division. Le match se solde sur un 1-1 et avec son premier but en Bundesliga, il bat le record établi par Michael Binder le 2 mai 1986, qui entre en jeu avec le FC Admira Wacker lors d'une défaite 5-3 à l'extérieur face au SK Rapid Wien à la 76e minute de jeu à la place de Gerhard Rodax et marque le but du 3-5 à la même minute. Douze jours plus tard, Binder fête son 17e anniversaire et a donc presque un an de plus que Gregoritsch à son premier but en Bundesliga.
Au cours de l'été 2011, Michael Gregoritsch s'engage avec le TSG 1899 Hoffenheim et est prêté pour un an à son ancien club, aujourd'hui Kapfenberger SV.

### Départ pour l'Allemagne
Gregoritsch rejoint l'équipe du TSG 1899 Hoffenheim pour la saison 2012-2013, après avoir été engagé un an plus tôt. Il s'entraîne avec l'équipe professionnelle et enchaîne les matchs avec la deuxième équipe (U23) en quatrième division allemande, Ligue régionale du Sud-Ouest, où il marque onze buts en 28 matches. Pour la saison 2013-2014, Gregoritsch est prêté au FC St. Pauli , club de deuxième division. Pour la saison 2014-2015, il prolonge son contrat à Hoffenheim d'un an jusqu'au 30 juin 2016 et est prêté au VfL Bochum .

### Hambourg SV
En avril 2015, Gregoritsch  est transféré au VfL Bochum, mais finalement transféré à Hambourg avant le début de la nouvelle saison en juillet 2015. Il y reçoit un contrat jusqu'au 30 juin 2019 et le numéro 23.
Il dispute son premier match de championnat pour le HSV lors de la première journée de la saison 2015-2016, s'inclinant 5-0 contre le FC Bayern Munich. Il joue tout le match. Il marque son premier but en Bundesliga lors de la victoire à l'extérieur contre le FC Ingolstadt 04 la cinquième journée, lorsqu'il marque un coup franc à la 87e minute. Le 28 novembre 2015, Gregoritsch marque un autre but sur coup franc lors de la victoire 3-1 de Hambourg SV sur le Werder Bremen dans le Derby du Nord, et un autre coup franc lors de la victoire 3-1 sur le FC Augsburg (34e journée).

### Transfert au FC Augsbourg
Pour la saison 2017-2018, et à la suite de la relégation du Hambourg SV, Gregoritsch est transféré au FC Augsburg. Il obtient un contrat de cinq ans.

### En sélection

#### Avec les équipes jeunes
À partir de 2011 Gregoritsch joue pour l'équipe nationale junior autrichienne. La qualification pour le Championnat d'Europe des moins de 21 ans 2013 et la finale du Championnat d'Europe des moins de 21 ans 2015 est manquée. Le 17 novembre 2015, il  marque les deux buts de l'équipe nationale autrichienne U21 lors de la défaite 4-2 lors du match de qualification pour le Championnat d'Europe à Fürth contre l'Allemagne. Les moins de 21 ans autrichiens ont pris la deuxième place derrière l'Allemagne et se sont qualifiés pour les éliminatoires où ils ont perdu contre l'Espagne. Gregoritsch n'était pas présent à ces matchs en raison de sa sélection pour l'équipe nationale senior.

#### Avec l'équipe A
Fin août 2016, Gregoritsch est appelé pour la première fois en équipe nationale et dispute son premier match de qualification pour la Coupe du monde 2018 contre la Géorgie le 5 septembre 2016.
Convoqué pour disputer l'Euro 2020, il s'illustre en doublant la mise face à la Macédoine du Nord sur une passe décisive de David Alaba. Les autrichiens s'imposeront 3-1 lors de ce premier match du tournoi.
Le 7 juin 2024, il fait partie de la liste des 26 joueurs convoqués par Ralf Rangnick pour disputer l'Euro 2024. Le 2 juillet, lors du huitième de finale face à la Turquie il inscrit son premier but dans le tournoi mais ne peut empêcher l'élimination de sa sélection sur le score de 2-1.
Après la rencontre, il appelle à mettre de côté « la différenciation [entre les citoyens] et les idées d’extrême droite », dans un contexte de hausse des violences d’extrême droite et du FPÖ dans les sondages. Sa prise de parole est très remarquées en Autriche, où les sportifs n’ont pas pour habitude d’exprimer publiquement des opinions politiques.

## Statistiques
| Saison                | Club                   | Championnat           | Championnat | Championnat | Championnat | Coupe(s) nationale(s) | Coupe(s) nationale(s) | Coupe(s) nationale(s) | Supercoupe | Supercoupe | Supercoupe | Compétition(s) continentale(s) | Compétition(s) continentale(s) | Compétition(s) continentale(s) | Compétition(s) continentale(s) | Autriche | Autriche | Autriche | Total | Total | Total |
| Saison                | Club                   | Division              | M.          | B.          | P.d.        | M.                    | B.                    | P.d.                  | M.         | B.         | P.d.       | Comp.                          | M.                             | B.                             | P.d.                           | M.       | B.       | P.d.     | M.    | B.    | P.d.  |
| 2009-2010             | Kapfenberger SV        | Bundesliga            | 4           | 1           | 1           | -                     | -                     | -                     | -          | -          | -          | -                              | -                              | -                              | -                              | -        | -        | -        | 4     | 1     | 1     |
| 2010-2011             | Kapfenberger SV        | Bundesliga            | 24          | 2           | 1           | 5                     | 0                     | 2                     | -          | -          | -          | -                              | -                              | -                              | -                              | -        | -        | -        | 29    | 2     | 3     |
| 2011-2012             | Kapfenberger SV (prêt) | Bundesliga            | 16          | 1           | 0           | -                     | -                     | -                     | -          | -          | -          | -                              | -                              | -                              | -                              | -        | -        | -        | 16    | 1     | 0     |
| Sous-total            | Sous-total             | Sous-total            | 44          | 4           | 2           | 5                     | 0                     | 2                     | 0          | 0          | 0          | -                              | 0                              | 0                              | 0                              | 0        | 0        | 0        | 49    | 4     | 4     |
| 2013-2014             | FC St. Pauli (prêt)    | 2. Bundesliga         | 15          | 1           | 0           | 1                     | 0                     | 0                     | -          | -          | -          | -                              | -                              | -                              | -                              | -        | -        | -        | 16    | 1     | 0     |
| 2014-2015             | VfL Bochum (prêt)      | 2. Bundesliga         | 25          | 7           | 3           | 2                     | 0                     | 0                     | -          | -          | -          | -                              | -                              | -                              | -                              | -        | -        | -        | 27    | 7     | 3     |
| 2015-2016             | Hambourg SV            | Bundesliga            | 25          | 5           | 2           | 1                     | 1                     | 0                     | -          | -          | -          | -                              | -                              | -                              | -                              | -        | -        | -        | 26    | 6     | 2     |
| 2016-2017             | Hambourg SV            | Bundesliga            | 30          | 5           | 1           | 2                     | 0                     | 1                     | -          | -          | -          | -                              | -                              | -                              | -                              | 3        | 0        | 0        | 35    | 5     | 2     |
| Sous-total            | Sous-total             | Sous-total            | 55          | 10          | 3           | 3                     | 1                     | 1                     | 0          | 0          | 0          | -                              | 0                              | 0                              | 0                              | 3        | 0        | 0        | 61    | 11    | 4     |
| 2017-2018             | FC Augsbourg           | Bundesliga            | 32          | 13          | 2           | 1                     | 0                     | 0                     | -          | -          | -          | -                              | -                              | -                              | -                              | 4        | 1        | 0        | 37    | 14    | 2     |
| 2018-2019             | FC Augsbourg           | Bundesliga            | 32          | 6           | 2           | 4                     | 2                     | 0                     | -          | -          | -          | -                              | -                              | -                              | -                              | 4        | 0        | 0        | 40    | 8     | 2     |
| 2019-2020             | FC Augsbourg           | Bundesliga            | 6           | 0           | 0           | 1                     | 0                     | 0                     | -          | -          | -          | -                              | -                              | -                              | -                              | 3        | 1        | 2        | 10    | 1     | 2     |
| 2020-2021             | FC Augsbourg           | Bundesliga            | 24          | 1           | 0           | 2                     | 0                     | 0                     | -          | -          | -          | -                              | -                              | -                              | -                              | 7        | 2        | 0        | 33    | 3     | 0     |
| 2021-2022             | FC Augsbourg           | Bundesliga            | 25          | 9           | 0           | 2                     | 0                     | 0                     | -          | -          | -          | -                              | -                              | -                              | -                              | 7        | 2        | 0        | 34    | 11    | 0     |
| Sous-total            | Sous-total             | Sous-total            | 119         | 29          | 4           | 10                    | 2                     | 0                     | 0          | 0          | 0          | -                              | 0                              | 0                              | 0                              | 31       | 6        | 2        | 160   | 37    | 6     |
| 2019-2020             | Schalke 04 (prêt)      | Bundesliga            | 14          | 1           | 1           | 2                     | 0                     | -                     | -          | -          | -          | -                              | -                              | -                              | -                              | 7        | 0        | 0        | 23    | 1     | 1     |
| 2022-2023             | SC Fribourg            | Bundesliga            | 30          | 10          | 3           | 5                     | 2                     | 0                     | -          | -          | -          | C3                             | 7                              | 3                              | 0                              | 8        | 2        | 0        | 50    | 17    | 3     |
| 2023-2024             | SC Fribourg            | Bundesliga            | 32          | 7           | 4           | 2                     | 0                     | 0                     | -          | -          | -          | C3                             | 8                              | 5                              | 1                              | 12       | 6        | 0        | 54    | 18    | 5     |
| 2024-2025             | SC Fribourg            | Bundesliga            | 20          | 2           | 3           | 3                     | 1                     | 0                     | -          | -          | -          | -                              | -                              | -                              | -                              | 7        | 5        | 0        | 30    | 8     | 3     |
| Sous-total            | Sous-total             | Sous-total            | 82          | 19          | 10          | 10                    | 3                     | 0                     | 0          | 0          | 0          | -                              | 15                             | 8                              | 1                              | 26       | 13       | 0        | 133   | 43    | 11    |
| Total sur la carrière | Total sur la carrière  | Total sur la carrière | 354         | 72          | 23          | 33                    | 7                     | 3                     | 0          | 0          | 0          | -                              | 15                             | 8                              | 1                              | 66       | 19       | 2        | 468   | 106   | 29    |